# Publije Ovidije Nazon
Publije Ovidije Nazon (latinski: Publius Ovidius Naso), kraće Ovidije ili Ovid (Sulmona, stotinjak kilometara od Rima, 20. ožujka 43. pr. Kr. - Constanţa, 17. po. Kr.) bio je rimski pjesnik.

## Životopis
Ovidije, za razliku od ostalih rimskih pjesnika, u svojim djelima govori više o svome životu. Podaci o njegovom životu, proizlaze iz njegove poezije, posebno iz elegične kolekcije pisama u stihu "Tristia" 4. knjiga 10. elegija, gdje govori autobiografski o svom životu. Ostali izvori su Seneka Stariji i Kvintilijan.

### Život
Rodio se u gradiću Sulmoni god. 43. pr. Kr. u bogatoj viteškoj obitelji. U Rimu pohađa studij retorike, zajedno s bratom koji briljira u govorništvu, jer mu otac želi da postane advokat; ali Ovidija to nije pretjerano zanimalo jer je od mladosti naginjao pjesništvu kome se posvetio s velikim i brzim uspjehom. Prema Seneki, Ovidije je bio sklon emocionalnoj, ne argumentativnoj strani govorništva.
Nakon smrti brata u dobi od 20 godina, Ovidije se odrekao prava i počeo putovati u Atenu, Malu Aziju i Siciliju. Radio je na manje značajnim javnim radnim mjestima kao jedan od tresviri capitales (magistrata) i kao jedan od decemviri stlitibus iudicandis (deseteročlano tijelo za presuđivanje u sporovima), ali ih je napustio kako bi se posvetio pjesništvu oko 29. – 25. pr. Kr., što njegov otac nije odboravao.
Njegove prve recitacije spominju se oko 25 pr. Kr., kada je imao osamnaest godina. Kao dvadesetogodišnjak počinje stjecati priznanje posjećujući pjesnički krug oko Mesale Korvina, u kojemu se upoznao s Tibulom kojega je, nakon njegove rane smrti, proslavio dirljivim epikedijem (pjesmom tužaljkom za umrlim). Ubrzo se proslavio svojim erotskim elegijama u galantnu rimskom društvu kome je Ovidije umio postati pjesničkim tumačem.
Ovidije oko 3. godine, nakon Mesaline smrti, mijenja tematiku svojih djela. Napušta frivolne teme i posvećuje se pisanju velikog spjeva u 15 knjiga pod naslovom Metamorfoze. Taj skup mitova positže veliku popularnost i jako se proširio u srednjem vijeku. Uz to je započeo i Faste, pjesnički pregled rimskoga kalendara. Upravo dok je radio na zadnjem djelu, koje je ostalo nedovršeno, Ovidije je bio zatečen carskom naredbom koja ga je osudila na progonstvo.
Godine 8. po Augustovoj je zapovijedi bio udaljen u Tome (danas Constanţa), gradić na obali Crnoga mora, u zemlji Geta. Motivi za tu kaznu jedina su tamna i nejasna točka u pjesnikovu životopisu u 10. elegiji 4. knjige Tristia, u kojoj je pružio mnoštvo pojedinosti iz svog života. U elegijama iz progonstva spominje samo Augustovu srdžbu (laesus) koju su izazvala duo crimina: carmen et error. Općenito se motivacija za njegov izgon nalazila u optužbi za nemoral zbog njegova mladenačkog djela Ars amatoria, no vremenska je podudarnost s istodobnim progonstvom careve unuke Julije potakla neke na pomisao da je bio upleten u neki od dvorskih skandala povezan s njezinim razvratnim životom. Nakon Augustove smrti god. 14., Ovidije se ponovno ponadao da će se moći vratiti u Rim, ali i novi princeps Tiberije ostao je neumoljiv i Ovidije je umro u izgnanstvu 17. ili 18. godine poslije Krista. 
Ovidije se oženio tri puta i rastao dva puta do svoje tridesete godine. Imao je samo jednu kćer koja mu je rodila unuke. Njegova posljednja supruga bila je povezana na neki način s utjecajnim patricijskim rodom Fabijevaca (lat. gens Fabia) i pomagala mu tijekom egzila u Tome.

### Djela

#### Ljubavne elegije
Pjesničko se djelo Ovidijevo može raščlaniti u tri dijela koji se i kronološki nastavljaju jedan na drugi: ljubavne elegije, etiološko pjesništvo i elegije iz progonstva, tugaljive i polemičke.
Ljubavne elegije nastajale su u vremenskom rasponu od god. 25. pr. Krista do 2. poslije Krista. 
Taj ciklus započinje trima knjigama lat. Amores ("Ljubavi") u kojima pjesnik pjeva Korini, izmišljenoj ženskoj osobi sastavljenoj od osobina više žena što ih je poznavao. Pjesme su pisane prema konvencijama elegije koje su razvili Tibul i Sekst Propercije. Prva knjiga sadrži 15 poema, druga knjiga ima 19, a treća 15 poema.
Svojim lat. Heroides ("Heroide") ili lat.Epistolae heroidum ("Poslanice junakinjama"), zbirka dvadeset i jedne poeme u elegijskom distihu, Ovidije prelazi s autobiografske elegije na mitološku, ali i u njoj unosi inovacije u usporedbi s prethodnom tradicijom, utoliko što joj daje epistolarni oblik: to su pisma, sva s erotsko-ljubavnim temama, u kojima poznati likovi iz mitova tuguju zato što su razdvojeni od svojih ljubavnika ili su ih ostavili i odbacili njihovi ljubavnici. U tim pismima Ovidije pokazuje duboko poznavanje ženske senzibilnosti preko ljubavne strasti.
Prvih četranaest pisama za koje se vjeruje da su prva izdana u zbirci su pisma Penelope, Filide, Briseide, Fedre, Enone, Hipsipile, Didone, Hermione, Dejaneire, Arijadne, Kanake, Medeje, Laodamije i Hipermnestre njihov odsutnim ljubavnicima. 
Petnaesto pismo je pismo povijesne Sapfe lađaru Faonu, čini se lažno zbog svoje dužine, te nedostatku integracije u mitološke teme i nedostatka iz srednjevijekovnog rukopisa. 
Zadnja pisma (16–21) se sastoje od pisma ljubavniku i njegova odgovora. Paris i Helena, Hero i Leander, te Acontius i Kidipa su adrese pisama. Ova pisma se smatraju kasnijim dodatku zbirci zato što ih Ovidije ne spominje, te su možda lažna.
Djelo lat. Ars amatoria ("Umijeće ljubavi") se sastoji od tri knjige. Ovidije u prve dvije knjige iznosi upute muškarcima kako naći, osvojiti i zadržati ljubljenu osobu, a u trećoj knjizi se iste upute upućuju ženama.
Didaktičnu narav ima drugo, nedovršeno Ovidijevo djelo, Medicamina faciei, koje pruža dragocjene upute ženama kako će očuvati ljepotu i zavodljivost izgleda ili usporiti njegovo propadanje. Od djela je sačuvano stotinjak elegijskih stihova.
Treće djelo takvoga tipa Ovidijeva su Remedia amorisili "Lijek od ljubavi", u kojemu daje savjete onima koje je ljubav unesrećila.

#### Metamorfoze
Metamorfoze u 15 knjiga, 250 priča i 11995 heksametara pripovijedaju grčke i rimske legende u kojima se javlja kakva preobrazba od prve metamorfoze Kaosa do pretvaranja Cezara u Zvijezdu i apoteoze Augusta. Ovidije je Metamorfozama pokušao stvoriti svoj opus perpetuum, spjev duga daha izgrađen na svijetu antičkog mita. Likovi koji su prošli preobrazbu ili su polubogovi ili heroji ili ljudi osrednjega statusa, a ono što se s njima zbiva u Ovidija se prikazuje uvelike nabijeno fantastičnim.

#### Fasti
Nakon Metamorfoza, Ovidije je započeo pisati drugo djelo u elegijskim distisima, Faste. Dovršio je prvih šest knjiga (vjerojatno je početni projekt predviđao dvanaest knjiga, tj. po jednu za svaki mjesec rimskoga kalendara) zbog nasilnog prekida u stvaralaštvu što ga je uzrokovalo pjesnikovo progonstvo. Fasti su pjesnički pregled rimskoga kalendara: za svaki su mjesec popisane svetkovine i obredi popraćeni potragom za njihovim izvorima u drevnoj legendarnoj baštini.

#### Djela iz posljednjega razdoblja
Godinom 8. po. Kr. započinje zaključni ciklus Ovidijeva književnoga djela. Tu je među ostalim Ibis, žestoko polemička rugalica nekom neprijatelju rađena prema izgubljenoj Kalimahovoj pjesmi slična karaktera, ne odviše uspjela zbog pretjerana balasta mitološke erudicije. No glavna su djela tog razdoblja pet knjiga Tristia ("Tužaljke") i četiri knjige Epistulae ex Ponto ("Poslanice iz Ponta").
"Tužaljke" su zbirka elegijske poezije koje je napisao tijekom izgonstva u Tome. Prva knjiga sadrži 11 poema, druga knjiga se sastoji od duge poeme u kojoj Ovidije brani sebe i svoju poeziju, te moli cara za oprost. Treće knjiga sadrži 14 peoma, četvrta knjiga 10 poema uglavnom naslovljenih prijateljima, dok zadnja knjiga sadrži 14 poema o supruzi i prijateljima.
"Poslanice iz Ponta" su namijenjene različitim prijateljima u kojima pokušava osigurati povratak iz izgnanstva. U pjesmama moli prijatelje da u njegovo ime razgovaraju s članovima carske obitelji, raspravlja o pisanju, te opisuje život u izgnanstvu.
Spominje se i jedan izgubljeni spjev o ribarstvu "Halieutica", te jedna isto tako nesačuvana pjesma na getskom jeziku. Izgubljena je i Ovidijeva jedina tragedija "Medeja", od koje je očuvano samo nekoliko stihova. Kvintilijan je cijenio ovo veliko djelo, te ga smatrao oglednim primjerom Ovidijeve pjesničke nadarenosti.
Među trojicom najpoznatijih pjesnika Augustovog doba, pored Horacija i Vergilija, nalazi se Ovidije. On je sebe smatrao kozmopolitom, pripadnikom Rimskog Carstva.  	 
Najpoznatije djelo su mu Metamorfoze.